# Стереотаксис

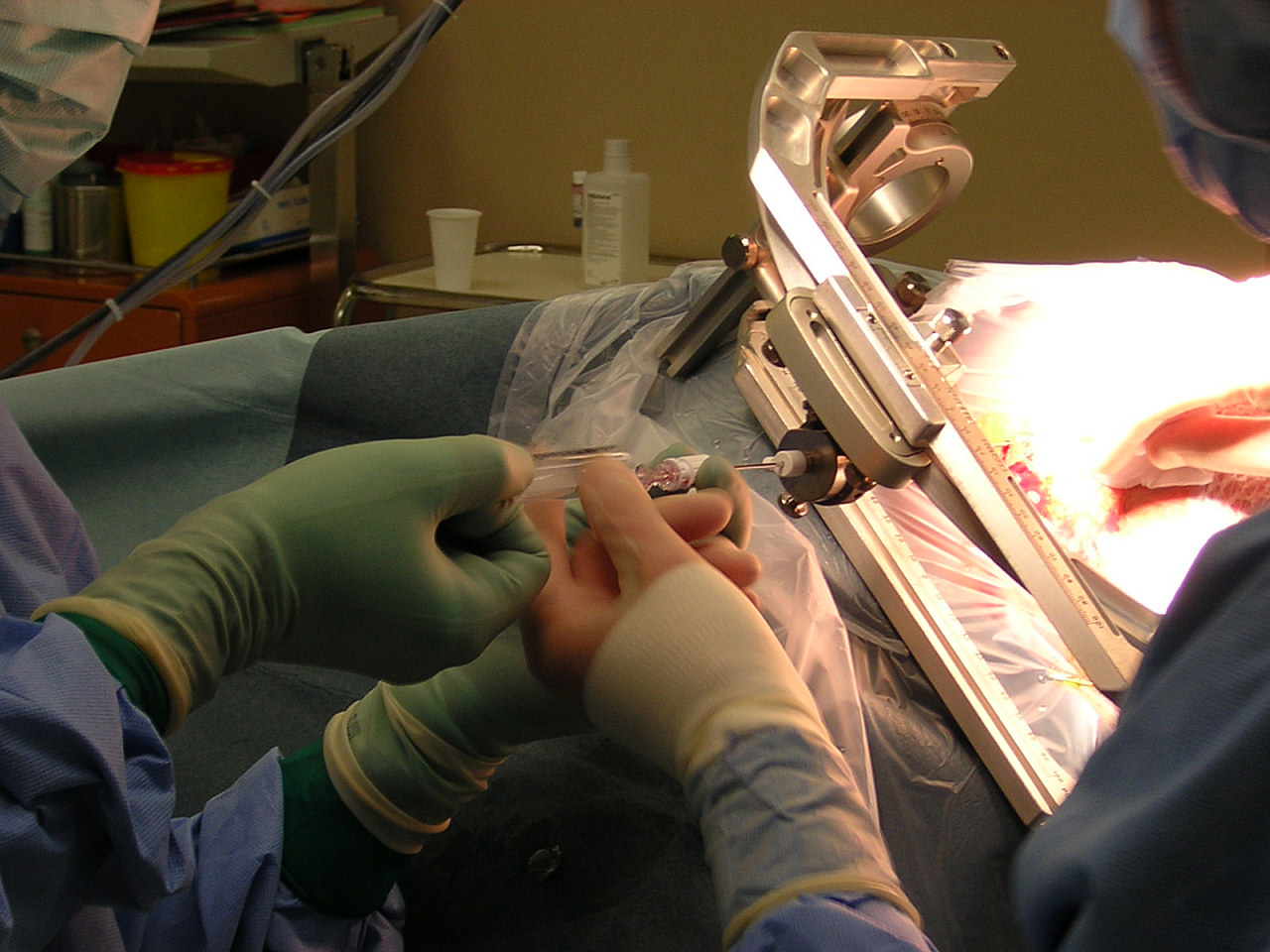
Біопсія мозку за допомогою стереотаксису. Маленька частина пухлини взята через голку вакуумної системи. Рамка навколо голови паціента гарантує правильний напрямок до цілі (макс. похибка : ~1 мм).

Стереотаксична хірургія (або стереотаксис[джерело?], від грецьк. рух в просторі) є малоінвазивним методом хірургічного втручання, коли доступ здійснюється до цільової точки всередині тіла або товщі тканин якого-небудь органу з використанням просторової схеми за попередньо розрахованими координатами по тривимірній декартовій системі координат.
В сучасній хірургії стереотаксис застосовується основним чином в нейрохірургії головного мозку, коли вимагається виключна точність доставки інструменту хірургічного впливу (біопсії, деструкції чи стимуляції) в попередньо визначену зону крізь товщу мозку без небезпеки пошкодження критичних для здоров'я та життя пацієнта структур.
Метод стереотаксису був винайдений в 1908 році двомя дослідниками з Лондонської Університетської клініки нейрохірургом Віктором Хорслі та інженером Робертом Кларком. Апарат Хорслі-Кларка застосовувався для експериментальних операцій на тваринах (доступ до зубчастого ядра в мавп) та використовував для розрахунку тривимірну систему координат. Вдосконалений в 1930-му році апарат Хорслі-Кларка був визнаний стандартом стереотаксису для експериментальних операцій на тваринах і дотепер використовується в багатьох лабораторіях по дослідженню функції центральної нервової системи.
Використання апарату Хорслі-Кларка для операцій на мозку людини було пов'язано з рядом труднощів. Причиною цьому служить велика варіабельність відповідності між формою черепа та геометрією головного мозку. Використання точок-орієнтирів тільки на анатомічних утвореннях черепа давало значну похибку методу. Завдяки використанню контрастної радіографії мозку (див. також: пневмоенцефалограма, вентрикулографія) стало можливим визначати точки-орієнтири в товщі тканин мозку. Перші операції на головному мозку людини проводились по маркерних точках, в якості яких виступали шишкоподібна залоза та отвір Монро. Згодом до них додались передня і задня щілини, які стали найбільш часто використовуваними орієнтирами.

## Дослідження
Стереотаксична хірургія іноді використовується для допомоги в деяких типах досліджень на тваринах. Зокрема, метод використовується для націлювання на певні ділянки мозку та безпосереднього введення фармакологічних агентів у мозок, які інакше не зможуть подолати гематоенцефалічний бар’єр.
У гризунів основним застосуванням стереотаксичної хірургії є введення рідини безпосередньо в мозок або імплантація канюль і мікродіалізних зондів. Центральні мікроін’єкції в певні місця використовуються, коли треба, наприклад коли гризунам не потрібно спати або коли речовина, яку потрібно ввести, має тривалу дію. При дослідженні експеримент протоколюють, фіксуючи, як змінилася поведінка гризунів  незабаром після ін’єкції. Стереотаксичну хірургію можна використати для імплантації канюлі, через яку тварині можна вводити ін’єкцію після одужання після операції. Ці маніпуляції займають більше часу, ніж місцеві центральні ін’єкції анестезованим мишам, оскільки вони вимагають виготовлення канюль, дротяних заглушок та ін’єкційних голок, але вони кращі тим, що викликають менший стрес у тварин, оскільки вони забезпечують період відновлення для загоєння травми мозку, спричиненої перед ін’єкцією.